# Melocan kavurma

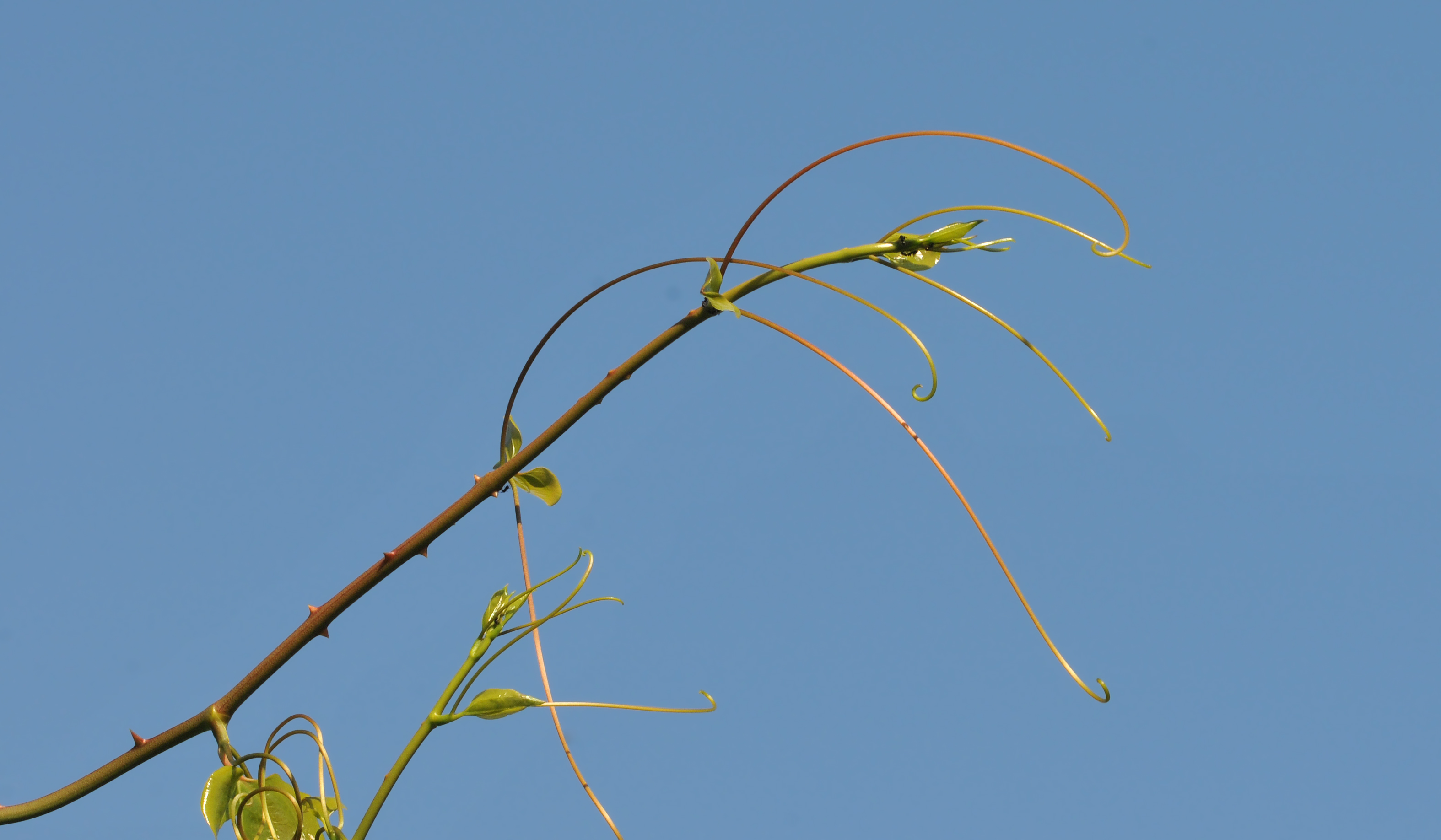
Dikenucu (Smilax excelsa)

Melocan kavurma (o Melocan kavurması), Dikenucu kavurma (o Dikenucu kavurması) és un plat de la cuina turca, especialment famós a la part central de la Regió de la Mar Negra (províncies de Samsun, Ordu, i Giresun), i Kastamonu a la part occidental de la regió, fet amb els brots d'un tipus de smilax conegut com a "Sarsaparrella anatoliana" (Anadolu saparnası en idioma turc). És un saltat (kavurma en turc) de melocan fet amb cebes i all, o amb cebollines i alls tendres. Hi ha qui li afegeix un ou fregit a sobre.
És un plat famós de la província d'Ordu. Encara que no és gaire conegut en altres zones de Turquia, es troba en els menús dels restaurants d'Ordu i als restaurants de peix de les ciutats grans com Istanbul.
La Governació provincial d'Ordu va fer una petició a l'Oficina de Patents de Turquia per registrar el nom del plat Ordu Melocan Kavurması (saltat de melocan a l'estil d'Ordu) com una indicació geogràfica.
A banda d'aquest saltat, es pot fer també una amanida d'aquesta sarsapella, sense cuinar, quan els seus brots són molt tendres.
El nom científic d'aquesta planta és Smilax excelsa L. A la Regió de la Mar Negra central, on aquesta planta abunda, s'anomena comunament com a Melocan o Dikenucu (les paraules turques diken ucu signifiquen "punta d'espina" en català.)